# Lego Knights' Kingdom
Lego Knights' Kingdom est un jeu vidéo d'action-aventure développé par Razorback Developments et édité par THQ, sorti en 2004 sur Game Boy Advance.

## Accueil
- Nintendo Power : 56 %[1]